# Florin florentin

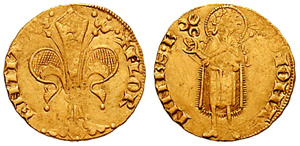
Fiorino (1325)
Avers/ FLOR ENTIA crinul Florenței
Revers/ .S. IONA-NNES (trandafir) -Sfântul Ioan Botezătorul. Trandafirul este simbolul creatorului monedei, Falcone di Ghero.

Florinul (în italiană fiorino) este o veche monedă de aur bătută la Florența, pentru prima oară în 1252. Cântărea 3,54 g, de 24 de carate.
În secolul al XIII-lea și până în Renaștere, florinul, grație puternicei creșteri bancare a Florenței, a devenit moneda de schimb preferată în Europa.

## Denumirea monedei
Numele monedei provine de la floarea de crin (în latină flos, floris, iar în acuzativ florem, „floare”, simbolul heraldic al Florenței) reprezentat pe aversul monedei.

## Monede de aur
Fiorino (ca și celelalte monede din aceeași epocă genovino și zecchino) a fost una din primele monede de aur care a fost emisă în Italia după căderea Imperiului Roman. Utilizarea aurului în moneda europeană a fost posibilă prin reluarea comerțului cu nordul Africii, de unde provenea cea mai mare parte a aurului destinat monedei și comerțului.

## Popolino

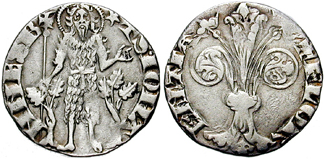
Popolino (1306)

Odată cu fiorino de aur, în 1296 Florența a emis și un popolino, care era un fiorino mare de argint. Pentru epoca respectivă, popolino poseda un titlu foarte ridicat, de 958 și ⅔ din 1000. Valora 1/20 dintr-un fiorino de aur, sau 2 soldi. Exista și un fiorino piccolo, o monedă care valora 1/12 dintr-un soldo (în italiană: Soldo, plural Soldi).
Argintul cu acest titlu ridicat a fost numit argento popolino, iar acest titlu a devenit obligatoriu la Florența atât pentru monede cât și pentru argintărie.